# Yoshihiro Takahashi
Yoshihiro Takahashi (高橋義廣, Takahashi, Yoshihiro, født: 18. september 1953) er en japansk tegneserietegner.
Han underskriver bøgerne med stavemåden 高橋 よしひろ, hvor familienavnet er med kanji og drengenavnet med hiragana.
Han har bl.a. tegnet og fortalt serierne om hunden Silver Fang, og Silver Fangs søn Weed.
Mangaerne om Silver og Weed fås desuden også som anime under hhv. navnene Ginga Nagareboshi Gin og Ginga Densetsu Weed.